# Dokszyce (gmina)
Dokszyce – dawna gmina wiejska istniejąca do 1939 roku w woj. nowogródzkim/Ziemi Wileńskiej/woj. wileńskim w Polsce. Siedzibą gminy były Dokszyce (3004 mieszk. w 1921 roku), które stanowiły odrębną gminę miejską.
Początkowo gmina należała do powiatu borysowskiego. 7 listopada 1920 r. została przyłączona do nowo utworzonego powiatu duniłowickiego pod Zarządem Terenów Przyfrontowych i Etapowych. 19 lutego 1921 r. wraz z całym powiatem weszła w skład nowo utworzonego województwa nowogródzkiego. 13 kwietnia 1922 roku gmina wraz z całym powiatem duniłowickim została przyłączona do Ziemi Wileńskiej, przekształconej 20 stycznia 1926 roku w województwo wileńskie. 1 stycznia 1926 roku gminę wyłączono z powiatu duniłowickiego (który jednocześnie zmienił nazwę na powiat postawski) i przyłączono do powiatu dziśnieńskiego w tymże województwie.
11 kwietnia 1929 roku do gminy Głębokie przyłączono części gmin Parafjanowo, Porpliszcze i zniesionej gminy Tumiłowicze, natomiast fragmenty gminy Dokszyce włączono do gmin Głębokie i Porpliszcze, a z części gminy utworzono nową gminę Hołubicze.
Po wojnie obszar gminy Dokszyce został odłączony od Polski i włączony do Białoruskiej SRR.

## Demografia
Według Powszechnego Spisu Ludności z 1921 roku gminę zamieszkiwało 7 762 osoby, 1 692 było wyznania rzymskokatolickiego, 5 948 prawosławnego, 2 ewangelickiego, 98 mojżeszowego, 1 staroobrzędowego, 14 mahometańskiego i 7 baptystów. Jednocześnie 1 752 mieszkańców zadeklarowało polską przynależność narodową, 5 985 białoruską, 10 litewską, 8 rosyjską, 5 łotewską, 1 fińską i 1 ukraińską. Było tu 1 348 budynków mieszkalnych.